# Taeyang
Taeyang (kor. 태양, ur. 18 maja 1988), właśc. Dong Young-bae (kor. 동영배) – południowokoreański piosenkarz i autor tekstów. Po pojawieniu się w teledysku Jinusean „A-yo” Taeyang rozpoczął naukę w YG Entertainment w wieku 12 lat. Sześć lat później, w 2006 roku, zadebiutował jako członek południowokoreańskiego boysbandu Big Bang. Podczas gdy debiut był umiarkowanym sukcesem, ich kolejne wydawnictwa umocniły popularność zespołu, który stał się jedną z najlepiej sprzedających się grup wszech czasów w Azji i jednym z najlepiej sprzedających się boysbandów na świecie.
Po wydaniu kilku płyt ze swoim zespołem, w 2008 roku Taeyang rozpoczął solową karierę wydając swój pierwszy minialbum Hot. Płyta została doceniona przez krytyków i zdobyła nagrodę dla najlepszego albumu R&B & Soul podczas 6. Korean Music Awards. Po Hot ukazał się jego pierwszy album studyjny, Solar (2010), który sprzedał się w liczbie ponad 100 tys. kopii. Jego drugi album studyjny, Rise (2014), osiągnął najwyższą pozycję na amerykańskim rankingu Billboard 200 (112.), stając się najwyżej notowanym albumem koreańskiego solisty, podczas gdy główny singel „Eyes, Nose, Lips” zadebiutował na pierwszym miejscu listy Billboard K-pop Hot 100. „Eyes, Nose, Lips” otrzymał nagrodę Piosenki Roku podczas Mnet Asian Music Awards i 29. Golden Disc Awards w 2014 roku. Jego trzeci album studyjny, White Night, został wydany w 2017 roku. Taeyang jest nazywany koreańskim „księciem R&B”, a jego wokal jest doceniany przez krytyków muzycznych i jest uważany za jednego z najlepszych wokalistów w Południowej Korei.

## Dyskografia

### Solowa
Minialbumy
- Hot (2008)

Albumy studyjne
- Solar (2010)
- Rise (2014)
- White Night (2017)

## Trasy koncertowe
- Rise World Tour (2014–15)
- White Night World Tour (2017)